# 程经邦

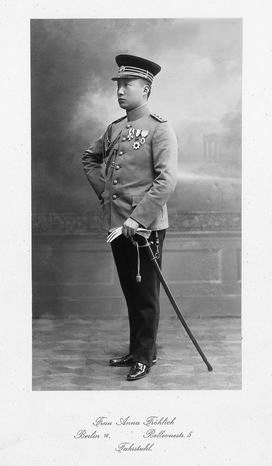
程经邦

程经邦（？—？）字济之，安徽潜山人。清朝翻译家。

## 生平

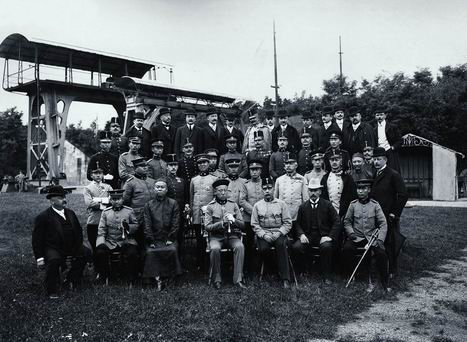
1910年，大清禁卫军首领访问奥匈帝国，摄于布达佩斯。前排左二是哈汉章，左三是李经迈，左四是载涛，右一是良弼；二排左四是田献章，左六是程经邦；三排左三是唐宝潮，左六是刘恩源。

1899年，程经邦入京师同文馆德文馆学习。1903年，清政府由京師大學堂速成科選派16名学生分赴西洋各國，計有俞同奎、何育杰、周典、潘承福、孫昌矩、薛序鏞、林行規、陳祖良、华南圭、鄧壽佶、程經邦、左承詒、范紹濂、劉光謙、魏渤、柏山等。其中，程经邦留学德国。后来，程经邦担任译学馆德文教师。
中华民国初年，程经邦任参谋本部科长。